# برن‌اوت (مجموعه بازی)
برن‌اوت (Burnout) سری مسابقات رالی برای کنسول‌های پلی‌استیشن ۲، ویندوز، ایکس‌باکس، پلی‌استیشن همراه، پلی‌استیشن ۳، نینتندو دی‌اس و نینتندو گیم‌کیوب است که در سال ۲۰۰۱ آغاز شد.

## نسخه‌های بازی
| نام                      | تاریخ انتشار     | سیستم                                  |
| ------------------------ | ---------------- | -------------------------------------- |
| برن‌اوت                   | نوامبر ۱، ۲۰۰۱   | پلی‌استیشن ۲, ایکس‌باکس، نینتندو گیم‌کیوب |
| برن‌اوت ۲: نقطه‌ای از ضربت | اکتبر ۱۱، ۲۰۰۲   | پلی‌استیشن ۲, ایکس‌باکس، نینتندو گیم‌کیوب |
| برن‌اوت ۳: تیک‌دان         | سپتامبر ۷، ۲۰۰۴  | پلی‌استیشن ۲, ایکس‌باکس                  |
| برن‌اوت انتقام            | سپتامبر ۱۳، ۲۰۰۵ | پلی‌استیشن ۲, ایکس‌باکس                  |
| برن‌اوت افسانه‌ها          | سپتامبر ۱۳، ۲۰۰۵ | پلی‌استیشن همراه، نینتندو دی‌اس          |
| برن‌اوت دامینیتور         | مارس ۶، ۲۰۰۷     | پلی‌استیشن همراه، پلی‌استیشن             |
| برن‌اوت پارادایس          | ژانویه ۲۲، ۲۰۰۸  | پلی‌استیشن ۳, ایکس‌باکس، ویندوز          |
| برن‌اوت تصادف!            | سپتامبر ۲۰، ۲۰۱۱ | پلی‌استیشن ۳, ایکس‌باکس                  |